# 田邊伊衛郎
田邊伊衛郎（日语：田辺イエロウ，6月13日—），日本東京都出身的女性漫畫家。血型爲AB型。

## 概要
武藏野美術大學出身。2000年以《闇之中》獲得第47回小學館新人漫畫大賞少年部門佳作。2002年於《少年Sunday特別增刊R》發表《LOST PRINCESS》出道。
2003年《結界師》於《週刊少年Sunday》開始連載，此作品獲得第52回小學館漫畫賞少年向部門。
初出道的時候的筆名是。《結界師》連載開始時，改名為。
幾乎沒有露面過，第一次露面是在小學館漫畫賞頒獎典禮時被拍的照片。
自畫像是一隻企鵝，用意是為了記住自己第一个漫畫角色。

## 得獎經歷
- 2000年，《闇の中》第47回小學館新人漫畫大賞少年部門佳作。
- 2006年，《結界師》第52回小學館漫畫賞少年向部門。

## 作品列表
- 結界師，全35冊（週刊少年Sunday，2003年－2011年）
- 終焉之笑，全1冊（週刊少年Sunday，2012年11月21日－2012年12月19日）
- BIRDMEN～鳥男～，全16冊（週刊少年Sunday，2013年7月17日－2020年2月5日）
- 界變的魔法使（週刊少年Sunday，2024年9月11日- 連載中）
- 魔畫師（田邊伊衛郎短篇集），全1冊

收錄作品：
- 闇之中，2000年新人漫畫獎佳作
- LOST PRINCESS（2002年）
- 結界師，短篇版刊載於增刊號
- 魔畫師，增刊號刊載作品
- 生日，GESSAN刊載作品

## 師匠
- 安達充
- 清水洋三（日语：清水洋三）
- 雷句誠

## 助手
- 四位晴果
- 険持ちよ（日语：険持ちよ）

## 外部連結
- （日語）
- （日語）
- （日語）